# Джексон, Ким
Ким Джексон (англ. Kim Jackson; 22 августа 1965, Дублин, Ирландия) — ирландская певица, известна тем, что представила Ирландию на конкурсе песни Евровидение 1991 года.

## Биография
Ким родилась 22 августа 1965 года в Дублине, столице Ирландии.
Джексон начала свою карьеру в качестве бэк-вокалистки в некоторых из самых успешных ирландских групп.

### Евровидение
В 1991 году Ким участвовала на национальном отборе на конкурс песни Евровидение 1991 года с песней Could It Be That I'm In Love, где завоевала первое место. Джексон было предоставлено участие на Евровидении.
На конкурсе, Ким выступила одиннадцатой. В конце голосования, песня набрала 47 баллов, заняв десятое место.